# Список губернаторов британских южноафриканских колоний

Карта Южной Африки в июле 1885 до Второй англо-бурской войны. На карте показаны британские владения и протектораты, две бурские республики (Трансвааль и Оранжевое Свободное Государство), а также Германская Юго-Западная Африка и португальский Мозамбик.

В этой статье перечислены губернаторы британских южноафриканских колоний, в том числе премьер-министры. Список охватывает период с 1797 по 1910 годы, когда современная Южная Африка была разделена на четыре британские колонии, а именно: Капскую колонию, Наталь, колонию Оранжевой реки и Трансвааль.
После того, как в результате создания Южно-Африканского Союза колонии были ликвидированы, их территория была разделена на четыре провинции Союза: Капскую провинцию, Наталь, Фри-Стейт и Трансвааль.

## Капская колония

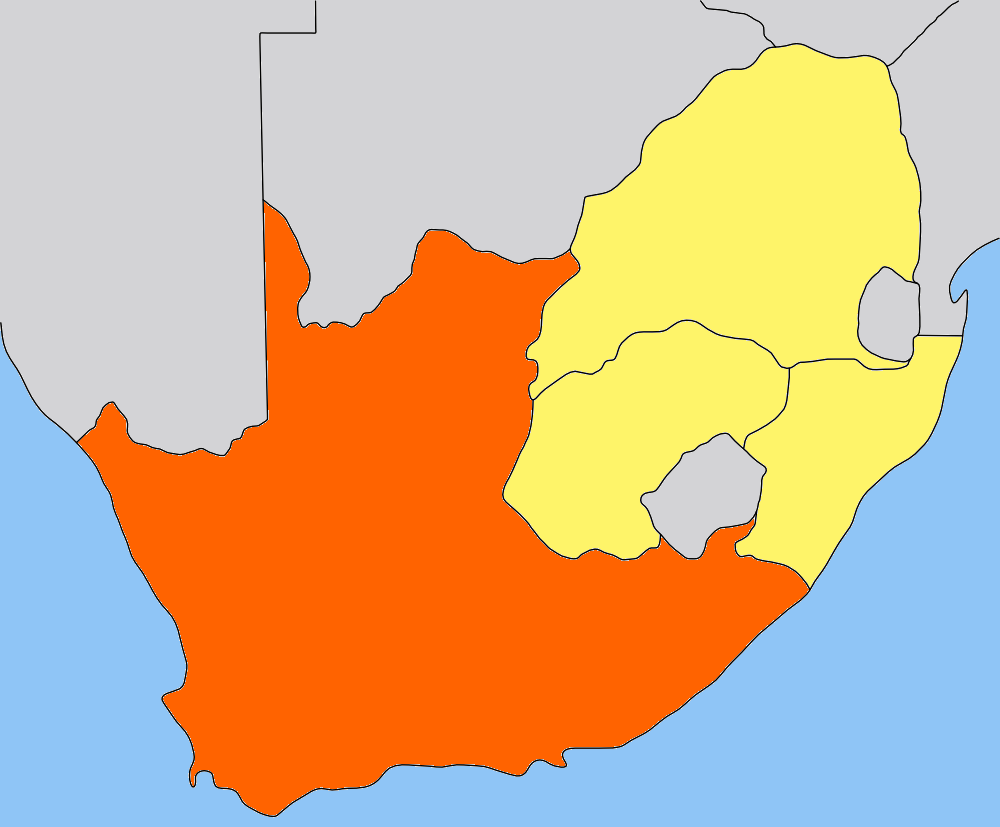
Капская колония (оранжевый) в пределах Южной Африки (желтый).

### Губернаторы

Флаг губернатора Капской колонии (1876—1910).

Флаг губернатора колонии Наталь (1905—1907).

Флаг губернатора колонии Оранжевой реки (1902—1910).

Флаг губернатора колонии Трансвааль (1904—1910).

| Период                                         | Портрет                           | Имя                                 | Примечание                                                                  |
| Губернаторы                                    | Губернаторы                       | Губернаторы                         | Губернаторы                                                                 |
| ---------------------------------------------- | --------------------------------- | ----------------------------------- | --------------------------------------------------------------------------- |
| 5 мая 1797 — 20 ноября 1798                    |                                   | Джордж Макартни, 1-й граф Макартни  | Известен, благодаря Посольству Макартни в Китай (1793 год)                  |
| 20 ноября 1798 — 9 декабря 1799                |                                   | Фрэнсис Дандас                      | Исполняющий обязанности                                                     |
| 10 декабря 1799 — 20 апреля 1801               |                                   | сэр Джордж Йонг, 5-й баронет        |                                                                             |
| 21 апреля 1801 — 20 февраля 1803               |                                   | Фрэнсис Дандас                      | Исполняющий обязанности                                                     |
| Генеральный комиссар                           |                                   |                                     |                                                                             |
| 21 февраля 1803 — 25 сентября 1804             |                                   | Джейкоб Абрахам де Мист             | Представлял Батавскую республику                                            |
| Губернаторы                                    |                                   |                                     |                                                                             |
| 1 марта 1803 — 18 января 1806                  |                                   | Ян Виллем Янсенс                    | Представлял Батавскую республику                                            |
| 10 января 1806 — 17 января 1807                |                                   | сэр Дэвид Бэйрд, 1-й баронет        | Военный губернатор, исполняющий обязанности                                 |
| 17 января 1807 — 21 мая 1807                   |                                   | Генри Джордж Грей                   | Исполняющий обязанности                                                     |
| 22 мая 1807 — 4 июля 1811                      |                                   | Дю Пре Александер, 2-й граф Каледон |                                                                             |
| 5 июля 1811 — 5 сентября 1811                  |                                   | Генри Джордж Грей                   | Исполняющий обязанности                                                     |
| 6 сентября 1811 — 6 апреля 1814                |                                   | Джон Крэдок, 1-й барон Хауден       |                                                                             |
| 18 октября 1813 — 7 января 1814                |                                   | Роберт Мид                          | Исполняющий обязанности Крэдока                                             |
| 6 апреля 1814 — 5 март 1826                    |                                   | лорд Чарльз Сомерсет                |                                                                             |
| 13 января 1820 — 30 ноября 1821                |                                   | сэр Руфан Шоу Донкин                | Исполняющий обязанности Сомерсета                                           |
| 5 марта 1826 — 9 сентября 1828                 |                                   | Ричард Бурк                         | Исполняющий обязанности                                                     |
| 9 сентября 1828 — 10 августа 1833              |                                   | сэр Гэлбрейт Лоури Коул             |                                                                             |
| 10 августа 1833 — 16 января 1834               |                                   | Томас Фрэнсис Уэйд                  | Исполняющий обязанности (исполняющий обязанности Д’Урбана с 10 января 1834) |
| 10 января 1834 — 20 января 1838                |                                   | сэр Бенджамин Д’Урбан               |                                                                             |
| 22 января 1838 — 18 марта 1844                 |                                   | сэр Джордж Томас Нейпир             |                                                                             |
| 18 марта 1844 — 27 января 1847                 |                                   | сэр Перегрин Мейтленд               |                                                                             |
| Губернаторы и Верховные комиссары Южной Африки |                                   |                                     |                                                                             |
| 27 января 1847 — 1 декабря 1847                |                                   | сэр Генри Поттинджер                |                                                                             |
| 1 декабря 1847 — 31 марта 1852                 |                                   | сэр Гарри Смит, 1-й баронет         |                                                                             |
| 31 марта 1852 — 26 мая 1854                    |                                   | Джордж Каткарт                      |                                                                             |
| 26 мая 1854 — 5 декабря 1854                   |                                   | Чарльз Генри Дарлинг                | Исполняющий обязанности                                                     |
| 5 декабря 1854 — 15 августа 1861               |                                   | сэр Джордж Грей                     |                                                                             |
| 20 августа 1859 — 4 июля 1860                  |                                   | Роберт Виньярд                      | Исполняющий обязанности Грея                                                |
| 15 августа 1861 — 15 января 1862               | Исполняющий обязанности           | Роберт Виньярд                      |                                                                             |
| 15 января 1862 — 20 мая 1870                   |                                   | сэр Филип Эдмонд Вудхаус            |                                                                             |
| 20 мая 1870 — 31 декабря 1870                  |                                   | Чарльз Крауфурд Хэй                 | Исполняющий обязанности                                                     |
| 31 декабря 1870 — 31 марта 1877                |                                   | сэр Генри Баркли                    |                                                                             |
| 31 марта 1877 — 15 сентября 1880               |                                   | сэр Генри Бартл Фрер                | Инициатор Англо-зулусской и Первой англо-бурской войн                       |
| 15 сентября 1880 — 27 сентября 1880            |                                   | Генри Хью Клиффорд                  | Исполняющий обязанности                                                     |
| 27 сентября 1880 — 22 января 1881              |                                   | сэр Джордж Стран                    | Исполняющий обязанности                                                     |
| 22 января 1881 — 1 мая 1889                    |                                   | сэр Геркулес Джордж Роберт Робинсон |                                                                             |
| 30 апреля 1881 — август 1881                   |                                   | сэр Лестер Смит                     | Исполняющий обязанности Робинсона                                           |
| 25 апреля 1883 — 26 марта 1884                 | Исполняющий обязанности Робинсона | сэр Лестер Смит                     |                                                                             |
| 7 апреля 1886 — 7 июля 1886                    |                                   | сэр Генри Торренс                   | Исполняющий обязанности Робинсона                                           |
| 1 мая 1889 — 13 декабря 1889                   |                                   | Генри Августус Смит                 | Исполняющий обязанности                                                     |
| 13 декабря 1889 — 30 мая 1895                  |                                   | Генри Лох, 1-й барон Лох            |                                                                             |
| 14 января 1891 — 1 декабря 1892                |                                   | сэр Уильям Гордон Кэмерон           | Исполняющий обязанности Лоха                                                |
| май 1894 — июль 1894                           | Исполняющий обязанности Лоха      | сэр Уильям Гордон Кэмерон           |                                                                             |
| 30 мая 1895 — 21 апреля 1897                   |                                   | сэр Геркулес Джордж Роберт Робинсон | С 10 августа 1896 Геркулес Джордж Роберт Робинсон, Барон Росмид             |
| 21 апреля 1897 — 5 мая 1897                    |                                   | сэр Уильям Хаули Гуденоу            | Исполняющий обязанности                                                     |
| 5 мая 1897 — 6 марта 1901                      |                                   | Альфред Ми́лнер, 1-й виконт Милнер   |                                                                             |
| 2 ноября 1898 — 14 февраля 1899                |                                   | сэр Уильям Батлер                   | Исполняющий обязанности Милнера                                             |
| 6 марта 1901 — 31 мая 1910                     |                                   | сэр Уолтер Хели-Хатчинсон           |                                                                             |
| 17 июня 1909 — 21 сентября 1909                |                                   | сэр Генри Дженнер Скобелл           | Исполняющий обязанности Хели-Хатчинсона                                     |

### Премьер-министры
| Период                           | Портрет | Имя                    | Партия                 | Примечание                             |
| -------------------------------- | ------- | ---------------------- | ---------------------- | -------------------------------------- |
| 1 декабря 1872 — 5 февраля 1878  |         | Джон Чарльз Молтено    | б/п                    |                                        |
| 6 февраля 1878 — 8 мая 1881      |         | Джон Гордон Спригг     | б/п                    |                                        |
| 9 мая 1881 — 12 мая 1884         |         | Томас Чарльз Сканлен   | б/п                    |                                        |
| 13 мая 1884 — 24 ноября 1886     |         | Томас Апингтон         | б/п                    |                                        |
| 25 ноября 1886 — 16 июля 1890    |         | сэр Джон Гордон Спригг | б/п                    |                                        |
| 17 июля 1890 — 12 января 1896    |         | Сесил Родс             | б/п                    | Подал в отставку после рейда Джеймсона |
| 13 января 1896 — 13 октября 1898 |         | сэр Джон Гордон Спригг | б/п                    |                                        |
| 13 октября 1898 — 17 июня 1900   |         | Вильям Схрейнер        | б/п                    |                                        |
| 18 июня 1900 — 21 февраля 1904   |         | сэр Джон Гордон Спригг | Прогрессивная партия   |                                        |
| 22 февраля 1904 — 2 февраля 1908 |         | Линдер Старр Джеймсон  | Прогрессивная партия   | Руководитель рейда Джеймсона           |
| 3 февраля 1908 — 31 мая 1910     |         | Джон К. Мерриман       | Южноафриканская партия |                                        |

## Колония Наталь

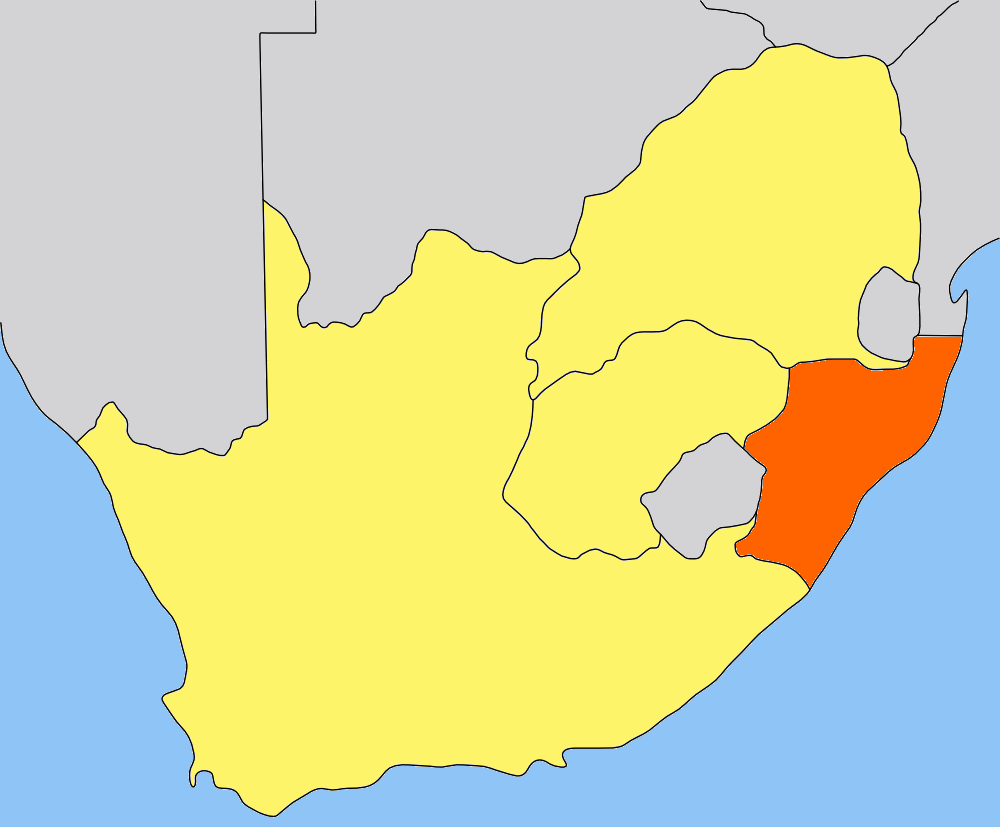
Колония Наталь (оранжевый) в пределах Южной Африки (желтый).

### Губернаторы
| Период                             | Портрет                    | Имя                                               | Примечание                                                           |
| Специальный уполномоченный         | Специальный уполномоченный | Специальный уполномоченный                        | Специальный уполномоченный                                           |
| ---------------------------------- | -------------------------- | ------------------------------------------------- | -------------------------------------------------------------------- |
| 10 мая 1843 — 31 мая 1844          |                            | Генри Клоэт                                       |                                                                      |
| 31 мая 1844 — 4 декабря 1845       |                            | Находилась под прямым управлением Капской колонии | В этот период губернатором Капской колонии был сэр Перегрин Мейтленд |
| Вице-губернаторы                   |                            |                                                   |                                                                      |
| 4 декабря 1845 — 1 августа 1849    |                            | Мартин Томас Уэст                                 |                                                                      |
| 19 апреля 1850 — 3 марта 1855      |                            | Бенджамин Пайн                                    |                                                                      |
| 5 ноября 1856 — 31 декабря 1864    |                            | Джон Скотт                                        |                                                                      |
| 31 декабря 1864 — 26 июля 1865     |                            | Джон Маклин                                       |                                                                      |
| 26 июля 1865 — 26 августа 1865     |                            | Джон Уэлсли Томас                                 | Исполняющий обязанности                                              |
| 26 августа 1865 — 24 мая 1867      |                            | Джон Джарвис Биссет                               | Исполняющий обязанности                                              |
| 24 мая 1867 — 19 июля 1872         |                            | Роберт Уильям Кит                                 |                                                                      |
| 19 июля 1872 — 30 апреля 1873      |                            | Энтони Масгрейв                                   |                                                                      |
| 30 апреля 1873 — 22 июля 1873      |                            | Томас Майлз                                       | Исполняющий обязанности                                              |
| 22 июля 1873 — 1 апреля 1875       |                            | сэр Бенджамин Пайн                                |                                                                      |
| 1 апреля 1875 — 3 сентября 1875    |                            | сэр Гарнет Джозеф Вулзли                          | Исполняющий обязанности                                              |
| 3 сентября 1875 — 20 апреля 1880   |                            | сэр Ге́нри Эрне́ст Гаско́йн Бу́львер                  |                                                                      |
| 20 апреля 1880 — 5 мая 1880        |                            | Уильям Беллэрс                                    | Исполняющий обязанности                                              |
| 5 мая 1880 — 2 июля 1880           |                            | Генри Хью Клиффорд                                | Исполняющий обязанности                                              |
| Губернаторы                        |                            |                                                   |                                                                      |
| 2 июля 1880 — 27 февраля 1881      |                            | сэр Джордж Помрой Коли                            |                                                                      |
| 17 августа 1880 — 14 сентября 1880 |                            | Генри Александер                                  | Исполняющий обязанности Коли                                         |
| 27 февраля 1881 — 3 апреля 1881    |                            | сэр Ивлин Вуд                                     | Исполняющий обязанности                                              |
| 3 апреля 1881 — 9 августа 1881     |                            | Редверс Буллер                                    | Исполняющий обязанности                                              |
| 22 декабря 1881 — 6 марта 1882     |                            | Чарльз Митчелл                                    | Исполняющий обязанности                                              |
| 6 марта 1882 — 23 октября 1885     |                            | сэр Ге́нри Эрне́ст Гаско́йн Бу́львер                  |                                                                      |
| 18 февраля 1886 — 5 июня 1889      |                            | сэр Артур Хэвлок                                  |                                                                      |
| 1 декабря 1889 — июль 1893         |                            | Чарльз Митчелл                                    |                                                                      |
| Июль 1893 — 27 сентября 1893       |                            | Фрэнсис Сеймур Хаден                              | Исполняющий обязанности                                              |
| 28 сентября 1893 — 6 мая 1901      |                            | сэр Уолтер Хели-Хатчинсон                         |                                                                      |
| 13 мая 1901 — 7 июня 1907          |                            | сэр Генри Маккаллум                               |                                                                      |
| 2 сентября 1907 — 23 декабря 1909  |                            | сэр Мэтью Натан                                   |                                                                      |
| 17 января 1910 — 31 мая 1910       |                            | Пол Метьюэн, 3-й барон Метьюэн                    |                                                                      |

### Премьер-министры
| Период                            | Портрет | Имя                    | Партия | Примечание |
| --------------------------------- | ------- | ---------------------- | ------ | ---------- |
| 10 октября 1893 — 14 февраля 1897 |         | сэр Джон Робинсон      | б/п    |            |
| 15 февраля 1897 — 4 октября 1897  |         | Гарри Эскомб           | б/п    |            |
| 5 октября 1897 — 8 июня 1899      |         | сэр Генри Биннс        | б/п    |            |
| 9 июня 1899 — 17 августа 1903     |         | сэр Альберт Генри Хайм | б/п    |            |
| 18 августа 1903 — 16 мая 1905     |         | Джордж Моррис Саттон   | б/п    |            |
| 16 мая 1905 — 28 ноября 1906      |         | Чарльз Джон Смайт      | б/п    |            |
| 28 ноября 1906 — 28 апреля 1910   |         | Фредерик Мур           | б/п    |            |

## Колония Оранжевой реки

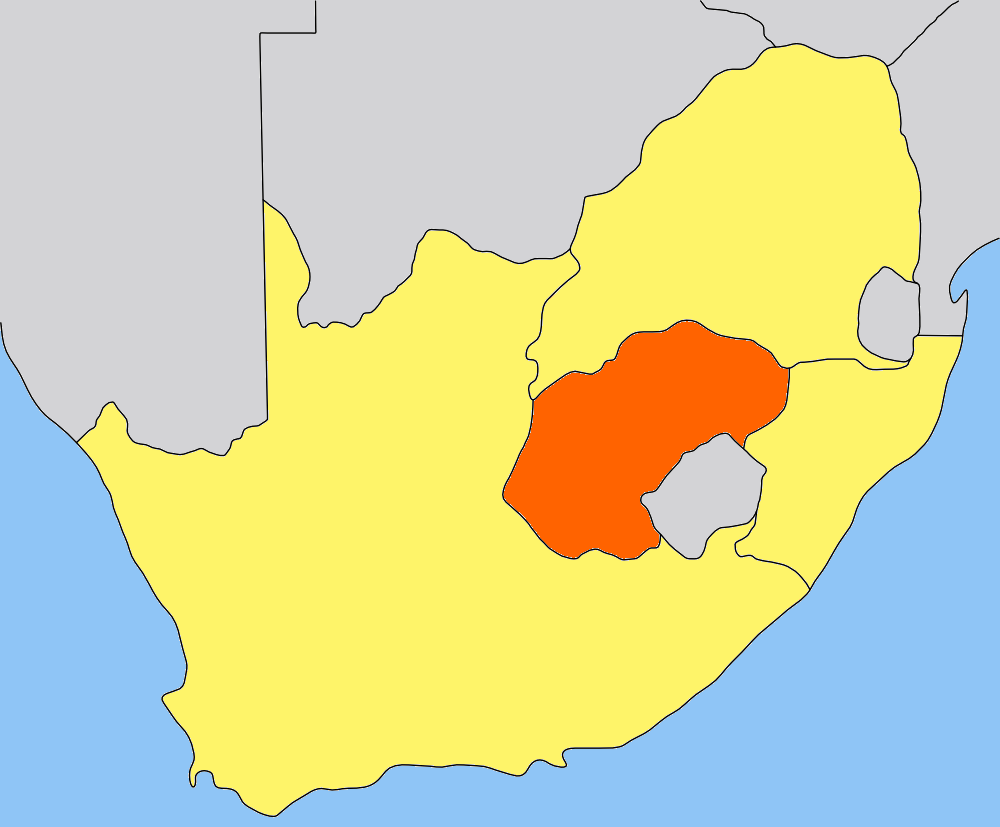
Колония Оранжевой реки (оранжевый) в пределах Южной Африки (желтый).

### Губернаторы
| Период                       | Портрет | Имя                               | Примечание                                                    |
| ---------------------------- | ------- | --------------------------------- | ------------------------------------------------------------- |
| 23 июня 1902 — 1 апреля 1905 |         | Альфред Милнер, 1-й виконт Милнер | Одновременно занимал должность губернатора колонии Трансвааль |
| 2 апреля 1905 — 7 июня 1907  |         | Уильям Палмер, 2-й граф Селборн   |                                                               |
| 7 июня 1907 — 31 мая 1910    |         | сэр Гамильтон Гулд-Адамс          |                                                               |

### Премьер-министр
| Период                       | Портрет | Имя           | Партия                  | Примечание                                                           |
| ---------------------------- | ------- | ------------- | ----------------------- | -------------------------------------------------------------------- |
| 27 ноября 1907 — 31 мая 1910 |         | Абрахам Фишер | Oranje Unie party (ORU) | Позже занимал пост министра внутренних дел ЮАР (с 1912 по 1913 годы) |

## Трансвааль

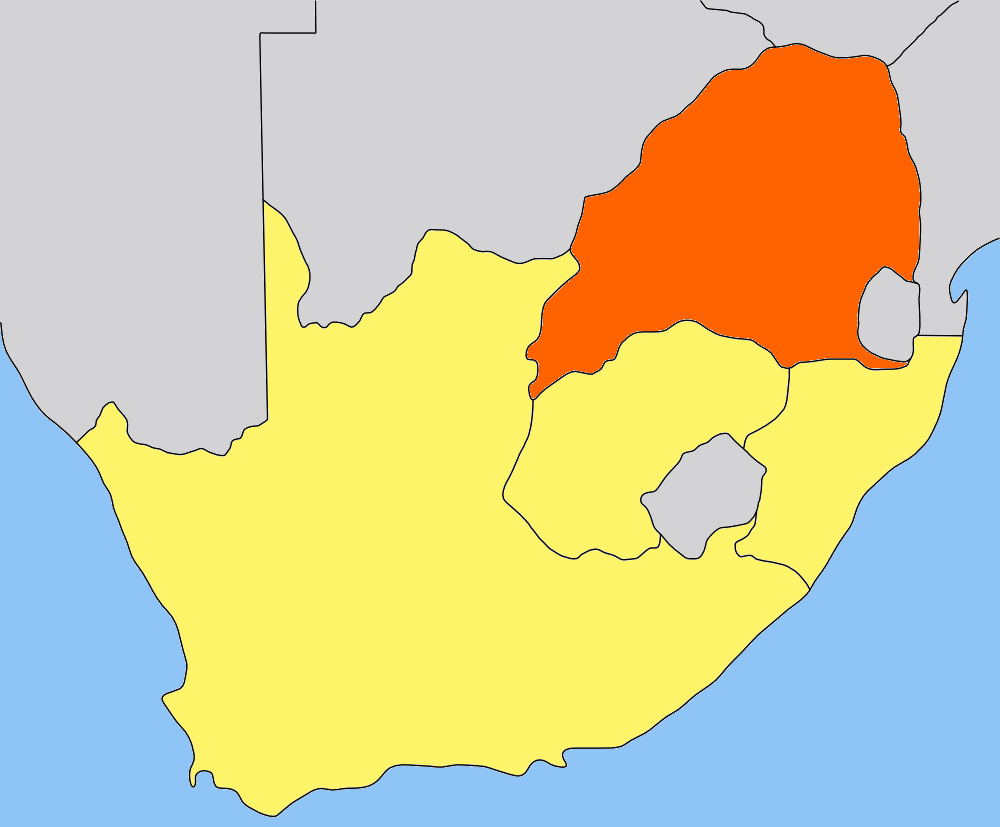
Трансвааль (оранжевый) в пределах Южной Африки (желтый).

### Губернаторы
| Период                            | Портрет         | Имя                               | Примечание                                                                                                 |
| Первая аннексия                   | Первая аннексия | Первая аннексия                   | Первая аннексия                                                                                            |
| Администраторы                    | Администраторы  | Администраторы                    | Администраторы                                                                                             |
| --------------------------------- | --------------- | --------------------------------- | --- |
| 12 апреля 1877 — 4 марта 1879     |                 | сэр Теофилус Шепстон              | |
| 4 марта 1879 — 8 августа 1881     |                 | Оуэн Ланьон                       | С 6 апреля 1880 сэр Уильям Оуэн Ланьон; исполняющий обязанности Вулзли (29 сентября 1879 — 27 апреля 1880) |
| Губернатор                        |                 |                                   | |
| 29 сентября 1879 — 27 апреля 1880 |                 | Гарнет Вулзли, 1-й виконт Вулзли  | |
| Вторая аннексия                   |                 |                                   | |
| Администратор                     |                 |                                   | |
| 4 января 1901 — 23 июня 1902      |                 | Альфред Милнер, 1-й виконт Милнер | Одновременно занимал должность губернатора колонии Оранжевой реки                                          |
| Губернаторы                       |                 |                                   | |
| 21 июня 1902 — 1 апреля 1905      |                 | Альфред Милнер, 1-й виконт Милнер | Одновременно занимал должность губернатора колонии Оранжевой реки                                          |
| 2 апреля 1905 — 31 мая 1910       |                 | Уильям Палмер, 2-й граф Селборн   | |

### Вице-губернаторы
| Период                            | Портрет          | Имя                | Примечание                                                            |
| Вторая аннексия                   | Вторая аннексия  | Вторая аннексия    | Вторая аннексия                                                       |
| Вице-губернаторы                  | Вице-губернаторы | Вице-губернаторы   | Вице-губернаторы                                                      |
| --------------------------------- | ---------------- | ------------------ | --------------------------------------------------------------------- |
| 29 сентября 1902 — 4 декабря 1905 |                  | сэр Артур Лоули    | Назначен губернатором Мадраса                                         |
| 23 марта 1906 — январь 1907       |                  | сэр Ричард Соломон | Исполняющий обязанности Селборна (с 4 декабря 1905 по 2 октября 1906) |

### Премьер-министр
| Период                     | Портрет | Имя      | Партия   | Примечание                                                                  |
| -------------------------- | ------- | -------- | -------- | --------------------------------------------------------------------------- |
| 4 марта 1907 — 31 мая 1910 |         | Луи Бота | Het Volk | Впоследствии, с 1910 по 1919 годы был первым премьер-министром Южной Африки |